# 서화초등학교 서성분교
서화초등학교 서성분교(瑞和初等學校 瑞成分校)는 대한민국 강원도 인제군에 있었던 공립 초등학교이다.

## 학교 연혁
- 1967.03.11 서화국민학교 북분교장 개교(1학급)
- 1967.12.10 서성국민학교로 승격(3학급)
- 1968.03.01 초대교장 이종만 부임
- 1968.04.08 서성국민학교 개교
- 1971.02.10 제1회 졸업식
- 1978.09.01 교가제정
- 1996.03.01 서성초등학교로 개명
- 2014.02.12 제44회 졸업식(총 869명)
- 2014.03.01 제20대 태병일 교장 부임
- 2019.03.01 서화초등학교 서성분교장으로 개편
- 2023.03.01 폐교

## 참고 자료
- 서화초등학교서성분교장 - 한국교육학술정보원 학교알리미